# تقویت‌کننده بافر
تقویت‌کننده بافر (به انگلیسی: Buffer amplifier) نام قطعه یا مداری است که از آن معمولاً برای تطبیق یک طبقه دارای امپدانس خروجی زیاد یا منبع سیگنال با مقاومت داخلی بزرگ، به یک مقاومت بار کوچک یا یک طبقه با امپدانس ورودی کوچک استفاده می‌شود. برای انتقال حداکثر توان بین دو طبقه لازم است امپدانس آن دو طبقه با هم تطبیق داده شود. چنانچه یک منبع با ولتاژ مدار باز V و مقاومت داخلی Rs مستقیماً به یک بار کوچک R وصل کنیم، به علت افت ولتاژ زیاد مقاومت Rs، بخش ناچیزی از ولتاژ منبع روی مقاومت بار ظاهر می‌شود. در صورتی که برای تطبیق از مدار بافر با بهره‌ی ولتاژ Av=۱ و مقاومت ورودی بی‌نهایت و مقاومت خروجی صفر استفاده شود ولتاژ خروجی دقیقاً برابر V خواهد شد. زیرا به دلیل امپدانس ورودی بزرگ مدار بافر، جریان ورودی I برابر صفر شده و ولتاژ ورودی بافر مساوی V است. از طرف دیگر چون Av=۱ است ولتاژ خروجی مدار بافر مساوی ولتاژ ورودی آن و برابر V می‌شود.
در عمل، مدار بافر با مشخصات ایده‌آل مذکور در دسترس نیست. مداری که اکثراً به عنوان بافر به کار می‌رود، مدار امیتر پیرو (کلکتور مشترک) است. این مدار دارای مقاومت ورودی زیاد، مقاومت خروجی کم و بهره ولتاژ نزدیک به یک است؛ بنابراین کاربرد آن به صورت بافر یا مبدل امپدانس، مفید است.

## ساخت بافر به کمک آپ‌امپ

بافر

در این حالت بهره ولتاژ برابر یک است. مقاومت ورودی این مدار با توجه به صفر بودن جریان ورودی، برابر بی‌نهایت است.
این تقویت‌کننده همه شرایط یک بافر را داراست (بهره ولتاژ یک، مقاومت ورودی بی‌نهایت و مقاومت خروجی صفر). به همین دلیل در بسیاری از کاربردها به عنوان یک مدار بافر تقریباً ایده‌آل مورد استفاده قرار می‌گیرد. این مدار را ولتاژ پیرو نیز می‌نامند، زیرا ولتاژ خروجی آن همواره ولتاژ ورودی را دنبال می‌کند.